# Estraperlo (mercat negre)
Estraperlo és un sinònim de mercat negre o negoci fraudulent d'articles intervinguts per l'Estat o subjectes a racionament (decretat pel règim del general insurgit Francisco Franco), fenomen típic de la postguerra (1940-1952) i de la Guerra Civil espanyola (1936-1939).
En aquesta època de penúria i de fam a Espanya no hi havia res que mancava a qui tenia diners. Un quilo de sucre costava 1,90 pessetes a preu regulat, a preu d'estraperlo eren 20; l'oli 3,75 el litre i 30 al mercat negre. La llei de 1941 que sancionava els especuladors amb la pena de mort no va tenir gaire efecte. Entre les persones que es van dedicar a aquesta activitat, anomenades estraperlistes, n'hi ha moltes que feien contraban per mera necessitat de sobreviure, d'altres per cobdícia; i d'altres perquè era la manera de guanyar-se la vida. N'hi van sortir un grup reduït de nou-rics que fortuna feta, es van imposar als cercles de l'elit del règim dictatorial.
Hi havia un estraperlo «gran», el dels rics i un estraperlo «petit» dels pobres, els vençuts de la guerra civil. La repressió franquista tocava en primer lloc aquest darrer grup. La dictadura va conduir campanyes de propaganda i va castigar els petits estraperlistes, tot i tolerar el comerç clandestí dels principals responsables del gran estraperlo, que romania impune, com per exemple Joan March i Ordinas, el «banquer de Franco». A Almeria i Màlaga, per exemple, entre 60 i 75% de les estraperlistes que van ser enxampades eren dones, sovint viudes de guerra que tenien família i no tenien cap altre ingrés.
Molta gent de les ciutats anaven als pobles rurals per cercar aliments. Calia molta astúcia per amagar les mercaderies als controls de la guàrdia civil i els burots, una mena de duana interior. Tot i això, amb el temps es va crear a molts indrets una mena de connivència entre les forces de l'ordre i els estraperlistes regulars. En cedir una part de la mercaderia o mitjançant altres favors, els guàrdies civils els deixaven passar. L'estraperlo va contribuir considerablement a l'emergència d'una corrupció sistemàtica, que moltes vegades va beneficiar als partidaris del règim, que treien profit de les necessitats de la majoria de la població.
La paraula prové, per extensió, d'una estafa amb ruleta elèctrica amb trampa, inventada pels socis Strauss i Perl, la «Stra-Perl»®, que va ser a la base de l'escàndol de l'estraperlo als anys 1934-1935.